# Elgar Baeza
Elgar Baeza (Montevideo, Uruguay, 8 de noviembre de 1939 - 8 de septiembre de 2020) fue un futbolista uruguayo que jugaba de defensa.

## Trayectoria
Entre 1963 y 1967  jugó en Nacional de Montevideo, donde consiguió los campeonatos nacional de 1963 y 1966.
En 1964 junto al «Bolso» alcanzó la final de Copa Libertadores perdiendo 1:2 ante Independiente de Avellaneda. Tuvo un paso corto por el Alianza Lima de Perú luego del Campeonato Sudamericano 1967.
En 1968 pasó a jugar a Peñarol donde llegó hasta semifinales de Copa Libertadores quedando eliminado ante el Palmeiras de Brasil. Además consiguió el campeonato de Primera División.

## Selección nacional
Fue internacional con la Selección de fútbol de Uruguay, logrando el título de la Copa América en 1967 tras vencer 1:0 a la Selección de fútbol de Argentina, en el Estadio Centenario de Montevideo.
Falleció el 8 de septiembre de 2020 a los 80 años.

### Participación en Copa América
| Copa                         | Sede    | Resultado |
| ---------------------------- | ------- | --------- |
| Campeonato Sudamericano 1967 | Uruguay | Campeón   |

## Clubes
| Club         | País      | Año         |
| ------------ | --------- | ----------- |
| River Plate  | Uruguay   | 1959 - 1961 |
| Nacional     | Uruguay   | 1962 - 1967 |
| Alianza Lima | Perú      | 1967        |
| Peñarol      | Uruguay   | 1968 - 1969 |
| Racing Club  | Argentina | 1970        |
| Fénix        | Uruguay   | 1971        |

## Palmarés

### Títulos nacionales e Internacional
| Título                              | Club                 | País    | Año  |
| ----------------------------------- | -------------------- | ------- | ---- |
| Torneo Competencia                  | Nacional             | Uruguay | 1961 |
| Torneo de Honor                     | Nacional             | Uruguay | 1961 |
| Campeonato Nacional General Artigas | Nacional             | Uruguay | 1961 |
| Torneo Competencia                  | Nacional             | Uruguay | 1962 |
| Campeonato Nacional General Artigas | Nacional             | Uruguay | 1962 |
| Torneo Cuadrangular                 | Nacional             | Uruguay | 1962 |
| Torneo de Honor                     | Nacional             | Uruguay | 1962 |
| Torneo Competencia                  | Nacional             | Uruguay | 1963 |
| Torneo de Honor                     | Nacional             | Uruguay | 1963 |
| Campeonato Uruguayo                 | Nacional             | Uruguay | 1963 |
| Torneo Cuadrangular                 | Nacional             | Uruguay | 1964 |
| Torneo Fermín Garicoits             | Nacional             | Uruguay | 1965 |
| Campeonato Uruguayo                 | Nacional             | Uruguay | 1966 |
| Campeonato Uruguayo                 | Peñarol              | Uruguay | 1968 |
| Copa América                        | Selección de Uruguay | Uruguay | 1967 |